# Atheta brunnea
Atheta brunnea är en skalbaggsart som först beskrevs av Fabricius 1798.  Atheta brunnea ingår i släktet Atheta, och familjen kortvingar. Arten är reproducerande i Sverige.